# 川崎長太郎
川崎 長太郎（かわさき ちょうたろう、1901年11月26日 - 1985年11月6日）は、日本の小説家。
神奈川県足柄下郡小田原町（現・小田原市）出身。神奈川県立小田原中学校中退。初めアナーキストの周辺で詩作をしていたが、その後、徳田秋声、宇野浩二に出会い、その系譜を継承する私小説作家となる。1935年に「余熱」で一度芥川賞候補になるも、長く不遇の時代が続き、実家の物置小屋を住処にして貧しい生活を続けた。1950年代に「抹香町」「鳳仙花」などの作品で、物置小屋で暮らしながら私娼街に通う初老の男と娼婦との触れ合いを哀感をもって描いて好評を博し、一時のブームとなる。晩年の1970年代に出版が盛んになり、1977年に菊池寛賞、1981年に芸術選奨文部大臣賞を受賞して文学的な評価も定まった。

## 来歴

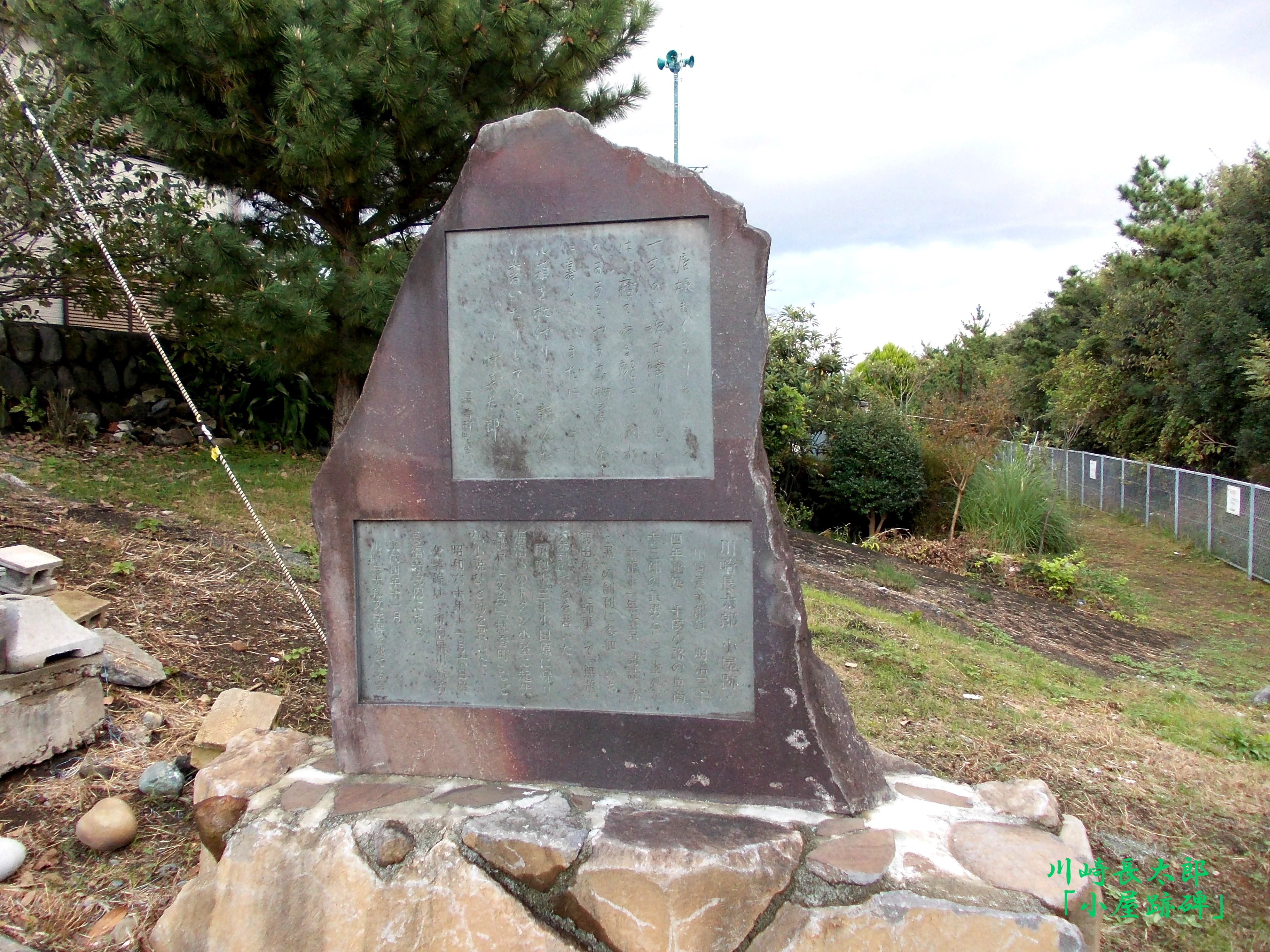
小田原市浜町3丁目付近
川崎長太郎「小屋跡碑」

### 生い立ち・アナーキズムへの傾斜
1901年、神奈川県小田原の魚屋の家に生まれる。1916年、小学校卒業後、土木技師になろうと考えて、朝鮮半島に渡り京城で工事の雑役夫として働くが、脚気を患い小田原に帰る。1917年、神奈川県立小田原中学校に入学するも、図書館の本を盗んだことが発覚し退学となる。その後、家業を手伝い、箱根の山を徒歩で登り下りする魚の配達の業務につく。そのうちに箱根に登山電車ができると、配達の行き帰りの乗車中に小説や文芸誌などを読むようになり、文学熱が高まっていく
1920年、小田原の民衆詩人、福田正夫の家に出入りするようになる。1921年、小田原にやってきたアナーキストの文筆家、加藤一夫のもとに出入りして影響を受ける。加藤を監視していた警察の差金で、実家の取引先の箱根の旅館から出入り差し止めとなる。1922年に加藤に連れられて上京し、加藤の人脈で知り合った岡本潤・萩原恭次郎・壺井繁治らとともにアナーキズムの詩雑誌『赤と黒』を発刊するが、すぐに廃刊となる。東京での生活が行き詰まり小田原に帰り、実家で関東大震災に被災する。アナーキズムから離れて私小説でやっていくことにする。

### 文学修行
1923年、東京に出て、新聞社から文士講演会の要約や文士訪問の原稿の仕事をもらい収入を得るようになり、仕事を通じて文学の師となる徳田秋声 、宇野浩二と面識を持つ。1925年、徳田秋声の推輓で「無題」が雑誌『新小説』に掲載されて文壇デビューをする。「無題」を新聞の学芸欄で高く評価した宇野浩二に可愛がられて薫陶を受け、田畑修一郎、牧野信一を紹介される。この時期に尾崎一雄とも知り合っている。小説や随筆の執筆だけで生活しようとするが、上手くいかず、下宿代が払えなくなる。1929年、一時、徳田秋声の家に居候をするが、プロレタリア文学の台頭で徳田秋声にも仕事が無い状況であり、居辛くなって結局、小田原に帰る。
その同年、小田原のカフェの女給と恋仲になり、名古屋に駆け落ちし、その後紆余曲折を経て、東京で所帯を持つ時期もあったが、経済的に困窮して最終的には破局する。1930年、徳田秋声に連れられていったダンスホールでダンサーの女性を紹介されて、一時交際する。。
1933年に父・太三郎が胃癌で死去して、家業の魚屋は弟・正次が継ぐことになる 。
満州事変が始まって以降、プロレタリア文学が退潮していくと、人気の落ちていた宇野浩二が「枯木のある風景」を書いて返り咲く。1933年、田畑修一郎 、嘉村礒多らと宇野浩二を囲む年一回の懇親会「日曜会」を始める（「日曜会」は戦中・戦後通じ28回続いた）。しばらくのち、この会に中山義秀も参加して親しくなる。1934年に初めての著書『路草』を上梓するが、文学だけでは生活は成り立たず、通信社の記事執筆で収入を得ている。「文芸復興」のこの時期は、同人雑誌の創刊が相次ぎ『雄鶏（のち麒麟）』『世紀』『木靴』『文學生活』の同人となっている。
1935年に「余熱」が第2回芥川賞の候補となる。1937年には『朽花』を上梓している。日中戦争が始まると国策文学の時代になり、文学的な居場所がなくなっていき。1938年、通信社の匿名文芸時評の仕事を携えて、逃げ帰るように小田原に戻る。同年には文学仲間である田畑修一郎（「鳥羽家の子供」）と中山義秀（「厚物咲」)が芥川賞で競り合い、中山が「厚物咲」で受賞している。

### 物置小屋での生活・抹香町

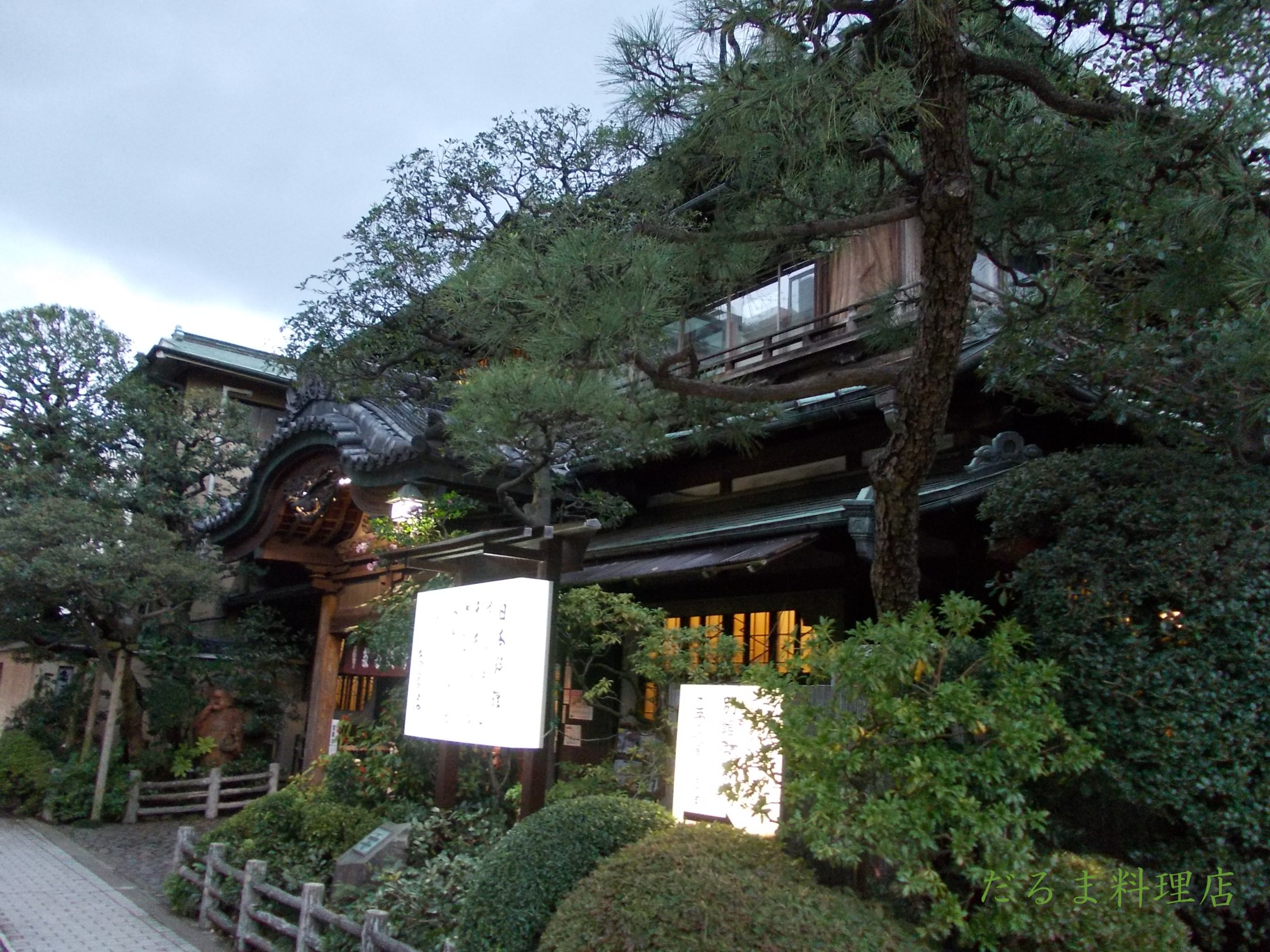
だるま料理店
(2013年現存)

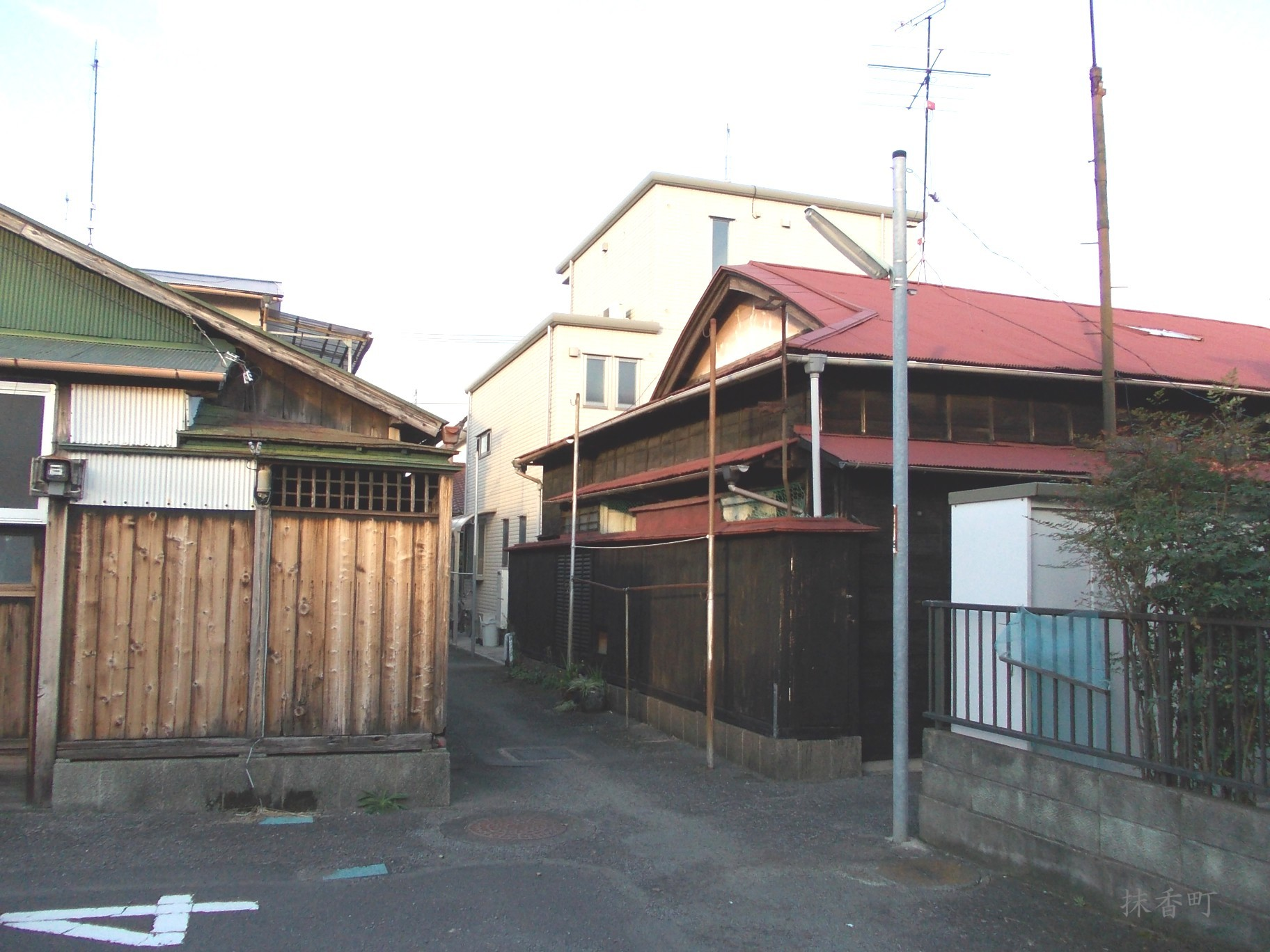
(旧)抹香町

小田原に戻ると、実家の、漁師の網や魚箱をいれるためのトタン葺きの物置小屋で生活をするようになる。物置小屋に畳を二畳敷いてその上に座り、ビール箱を机のかわりにして執筆した。電気や水道は引かれておらず、洗面などは市設の公衆便所で済ませて、冬は蝋燭で暖をとった。
物置小屋暮らしを始めてから結婚するまでの間、小田原のだるま料理店の常連となり、日に一度、ちらし丼を食べた。小田原市立図書館に通い雑誌を閲覧し、また友人の、元文学志望の小田原駅前の書店の店主から雑誌を借り受け、通信社の文芸時評の記事を仕上げる。
1943年に、田畑修一郎が心臓麻痺で急逝、徳田秋声も癌により逝去する。家督を継いだ弟の家に出向いて、中風で寝たきりだった母・ユキを看病していたが、1944年にユキは喉に痰を詰まらせて亡くなる。通信社から請け負っていた文芸時評の仕事を失い、ほとんど無収入で、パンや弁当の折詰を万引きして食いつなぐような困窮した生活をおくっていたところ、1944年、海軍運輸部に徴用される。横須賀で軍用人足として力仕事をする。
その後、小笠原父島に派遣されるが、ほどなく敗戦を迎えて内地に帰還し、小田原の物置小屋に戻る。
戦後、出版業界が活況になると、小説の執筆依頼が増え始める。物置小屋から小田原の赤線地帯である抹香町へ通い、そこでの娼婦との触れ合いをもとにして「抹香町もの」と呼ばれる一群の作品を書き始めると好評を博し、流行作家となる。1954年に『抹香町』『伊豆の街道』を出版し、宇野浩二を囲む「日曜会」の主催で東京ステーションホテルで大規模な祝賀会が開かれる。特異な生活をおくる川崎にジャーナリズムは好奇の目を向け、「長太郎ブーム」がおきる。物置小屋に人妻、女給、未亡人、妾などさまざまなファンの女性が来訪するようになり関係をもつ。彼女たちとの交わりを小説の題材にしていくが、徐々に人気に陰りがでる。1958年、売春防止法が完全施行されて抹香町が消える。1961年には宇野浩二が逝去している。

### 結婚・晩年
1962年、物置小屋を来訪してきた女性たちのうちの一人の30歳年下の女性と結婚して、小田原市中里の旅館つるやの別棟に間借りする。1967年、軽い脳出血で倒れ、右半身不随となる。1969年に中山義秀が逝去する。1971年、原稿依頼が途絶えかけて、貯金を取り崩して生活していたところ、文芸誌『海』の編集長の訪問を受け、執筆を求められる。これをきっかけにして小説の雑誌掲載が増えて、1972年の『忍び草』以降、出版も盛んになる。後期の執筆は、自身の老境や、弟・甥などの家族のことを綴ると同時に、回想録も多くなり、中山義秀と宇野浩二（「忍び草」）、徳田秋声（「徳田秋声の周囲」）、牧野信一（「冬」）、尾崎一雄（「尾崎一雄 小説的人物論」）などの思い出を綴っている。
1977年に第25回菊池寛賞を受賞する。1980年には河出書房新社から『川崎長太郎自選全集』（5巻）が刊行されて翌年の第31回芸術選奨文部大臣賞を受賞する。1983年、脳梗塞で倒れ小田原市立病院に入院し以後闘病生活をおくる。1985年肺炎のため小田原市立病院で死去する。

## エピソード
- 東海道線早川駅近くの早川観音の隣、真福寺境内に川崎長太郎文学碑（「春きたる 海辺のみちで 鳥のまね」という句が刻まれている）がある。選句は吉行淳之介による[50]。
- 小田原市浜町にある川崎長太郎小屋跡碑は「川崎長太郎文学碑を建てる会」によって建立され、1992年12月2日に序幕された。土地は所有者である丸う蒲鉾店店主より無償貸与された[51]。
- 1970年代には、川崎を信奉するつげ義春経由で、”川崎長太郎ブーム”が若者の間におきる。物置小屋に住む最底辺の生活を描いてきた川崎は、日本のヒッピーの元祖ともみられた[52]。
- 小田原文学館で2015年10月10日（土）〜11月29日（日）にかけて開催された「没後30年特別展 川崎長太郎の歩いた路」において、川崎が住処とした物置小屋が再現されて展示された[24][53][54]。

## 著書

### 著書
- 路草 文座書林 1934
- 朽花 砂子屋書房 1937
  - 玩具/鬘/手/泡/霜夜/売笑婦/朽葉/日やけ/朽花
- 裸木 砂子屋書房 1939
  - 裸木/無題/桃色のスリツパ/湯沢/塵紙/蟹/兄の立場/漁師街の魚屋/父の死/挿話/故郷の消息/余熱/鰯
- 恋の果 小川書店 1948
  - 別れた女/恋の果/身の末/蛇屋/畿内/落穗
- 抹香町 大日本雄弁会講談社 1954
  - 抹香町/夜の家にて/無縁/流浪/鳳仙花/金魚草/淡雪/蜩/蔭草/隣人/ひかげ咲き/軍用人足
- 伊豆の街道 大日本雄弁会講談社 1954
  - 伊豆の街道/晩花/夜の素描/色めくら/東京にて/唐もろこし/落日紅/外道
- やもめ貴族 宝文館 1956 （エッセイ集）
- 女のいる自画像 宝文館 1957
  - 小説徳田秋声/捨猫/山茶花/へんな恋/帰国/放浪児 /入り海/孤児/硬太りの女/火遊び
- 色乞食 宝文館 1957
  - ある妾の生涯/抹香町/色乞食/山桜/再会/無題/裸木/恋の果/蔭草/白い野獸
- 晩花 宝文館 1957
  - 夜来香/晩花/老娼婦/尼僧/ちぎれ雲/宮小路の芸者/外交員/女師匠/蠟燭/朽花
- 流浪 文芸評論新社 1958
  - 夜来香/晩花/晩霜/あじさい/二畳と十畳/白狐/流浪/娼婦/ある大男の一生
- 女のいる暦 文芸評論新社 1959（長編小説）

- 忍び草 中央公論社 1972
  - うろこの記録/ある女流作家の一生/海のほとり/路傍/忍び草/漂流/彼/七十歳
- 幾歳月 中央公論社 1973
  - 埴輪の目/幾年月/島へ/一夜の宿/徳田秋声の周囲
- 乾いた河 中央公論社 1977
  - 谷間/肉親/遠雷/日没前/冬/旅先/乾いた河/さざん花/ある女の独白
- つゆ草 文藝春秋 1977
  - ある娼婦の独白/つゆ草/花火/夕雲/結婚/ふっつ・とみうら/墓まいり/尾崎一雄 小説的人物論
- もぐら随筆 エポナ出版 1977（エッセイ集）、
- 抹香町 エポナ出版 1978
  - 父島/身の末/偽遺書/抹香町/ひかげ咲き/鳳仙花/軍用人足/日曜画家/山桜
- 淡雪 新潮社 1980
  - 淡雪/月夜/浮雲/ある生涯/ある男/亡友/海に近い家/独語/一泊旅行
- 歩いた路 河出書房新社 1981（エッセイ集）
- 地下水 集英社 1981（長編小説）
- 夕映え 河出書房新社 1983
  - 私小説家/暦/流浪/みちづれ/ゆきずり/鷗/お花の身の上/鳥打帽/雨/断片/姪/甥/途上/夕映え/対談 作家の姿勢 吉行淳之介×川崎長太郎

### 新書・文庫
- 抹香町 講談社ミリオン・ブックス 1955
  - 抹香町/夜の家にて/無縁/流浪/鳳仙花/金魚草/淡雪/蜩/褪色記/山桜/野良犬
- 浮草 講談社ミリオン・ブックス 1957
  - 浮草（その一 浮草/その二 青草/その三 水草/その四 黄草/その五 下草）/別れた女
- 抹香町・路傍 講談社文芸文庫 1997
  - 父の死/無題/軍用人足/抹香町/ふっつ・とみうら/路傍/日没前/墓まいり/徳田秋声の周囲
- 鳳仙花 講談社文芸文庫 1998
  - 故郷の消息/余熱/蝋燭/父島/鳳仙花/忍び草/乾いた河/冬
- もぐら随筆 講談社文芸文庫 2006
- 老残・死に近く 川崎長太郎老境小説集 講談社文芸文庫 2013
  - 彼/老残/結婚/円い食卓/海浜病院にて/七十歳/老坂/三本脚/独語/甥/夕映え/死に近く
- 泡・裸木 川崎長太郎花街小説集 講談社文芸文庫 2014
  - 君弥の話/うつつ/玩具/鬘/泡/手/人形/通り雨/裸木/宮町通り
- ひかげの宿・山桜 川崎長太郎「抹香町」小説集 講談社文芸文庫 2015
  - 夜の家にて/ひかげの宿/無縁/浮草/金魚草/淡雪/褪色記/女色転々/山桜/野良犬/たそがれの家/再会/娼婦/三叉温泉
- 女のいる暦 講談社文芸文庫 2025
- 路草・朽花 川崎長太郎初期名作集 講談社文芸文庫 2025
- 娼家の灯・面影 川崎長太郎新聞連載随筆集 講談社文芸文庫 2025

### 選集
- 川崎長太郎自選全集 全5巻 河出書房新社 1980
  - Ⅰ 路草（大正14年 - 昭和13年）: 無題/兄の立場/桃色のスリッパ/路草/父の死/塵紙/故郷の消息/余熱/朽花
  - Ⅱ 抹香町（昭和14年 - 昭和29年）: 裸木/蝋燭/落穂/父島/身の末/偽遺書/抹香町/ひかげ咲き/鳳仙花/軍用人足/伊豆の街道/日曜画家/山桜
  - Ⅲ 忍び草（昭和35年 - 昭和45年）: 徳田秋声の周囲/夕雲/彼/結婚/ある女流作家の一生/ふっつ・とみうら/うろこの記録/忍び草/海のほとり
  - Ⅳ 一夜の宿（昭和47年 - 昭和48年）: 七十歳/路傍/漂流/埴輪の目/幾歳月/島へ/一夜の宿/乾いた河
  - Ⅴ 谷間（昭和49年 - 昭和52年）: 谷間/花火/肉親/遠雷/冬/旅先/さざん花/ある女の独白/日没前/つゆ草/墓まいり/ある娼婦の独白
- 川崎長太郎選集 全2巻 河出書房新社 1991 （吉行淳之介編）
  - 上巻 : 無題/兄の立場/桃色のスリッパ/路草/余熱/裸木/蝋燭/父島/抹香町/鳳仙花/伊豆の街道
  - 下巻 : 徳田秋声の周囲/彼/結婚/うろこの記録/忍び草/島へ/谷間/冬/日没前/墓まいり/ある娼婦の独白/淡雪/私小説家/夕映え